# 은유 (작가)
은유(김지영, 1971년 ~ )는 대한민국의 작가이다. 
여자상업고등학교를 졸업하고 증권사 지점에서 일하던 중 분회 방문을 온 노조위원장에게 발탁되어 노조에서 활동했다. 출산과 육아로 20대 후반과 30대 중반을 보낸 후 기업 사보지를 만드는 일을 거쳐 2011년부터 인문지식공동체 수유너머 R에서 글쓰기 수업을 시작했다. 《위클리 수유너머》에서 〈전선 인터뷰〉를 연재했고, 한겨레 《나·들》에서 성폭력피해여성 인터뷰를 연재했다.

## 저서
- 《올드걸의 시집》 (청어람미디어) 2012년 11월 ISBN 978-89971623-2-1
- 《글쓰기의 최전선》 (메멘토) 2015년 4월 ISBN 978-89986141-0-2
- 《폭력과 존엄 사이》 (오월의봄) 2016년 11월 ISBN 979-11873730-3-2
- 《싸울 때마다 투명해진다》 (서해문집) 2016년 12월 ISBN 978-89748382-2-5
- 《쓰기의 말들》 (유유) 2017년 6월 ISBN 979-11851525-1-6
- 《출판하는 마음》 (제철소) 2018년 3월 ISBN 979-11883430-6-5
- 《다가오는 말들》 (어크로스) 2019년 3월 ISBN 979-11965873-5-2
- 《알지 못하는 아이의 죽음》 (돌베개) 2019년 6월 ISBN 978-89719996-3-9
- 《있지만 없는 아이들》 (창비) 2021년 6월 ISBN 978-89364787-3-5
- 《크게 그린 사람》 (돌베개) 2019년 6월 ISBN 979-11604082-2-5

공저
- 《황제처럼》 (미래의창) 2012년 7월 ISBN 978-89598918-8-7
- 《황제펭귄과 함께한 300일》 (미래의창) 2013년 5월 ISBN 978-89598922-5-9
- 《도시기획자들》 (케이앤피북스) 2013년 11월 ISBN 978-89642005-9-9
- 《손맛으로도 먹고삽니다》 (황금시간) 2015년 12월 ISBN 978-89925338-2-9
- 《불편할 준비》 (참언론시사인북) 2018년 12월 ISBN 978-89949734-6-3
- 《언유주얼 An Usual 2019.8 (Vol.3, 준비중ing니다)》 (anusual) 2019년 7월 ISBN 979-11636408-4-4

## 방송 출연
라디오
- YTN 라디오 《생생경제》 - [생생초대석] '알지 못하는 아이의 죽음'의 작가 은유 작가와 만나다! (2019년 6월 19일)
- CBS 표준FM 《시사자키 정관용입니다》 - “'할당량'만 강조하는 시스템, 아이들 죽음으로 내몰아” -은유 작가(책 '알지 못하는 아이의 죽음') (2019년 6월 21일)
- tbs 《색다른 시선, 김지윤입니다》 - 색다른 인터뷰 with '알지 못하는 아이의 죽음' 저자 은유 작가 (2019년 7월 12일) 보이는 라디오

팟캐스트
- 《책 이게 뭐라고》 
  - [13-1] 싸울 때마다 투명해진다_나와의 싸움에서 이기는 법 (f. 은유 작가) (2017년 10월 24일) 다시듣기
  - [13-2] 싸울 때마다 투명해진다_사랑은 교통사고? VS의지? (f. 은유 작가) (2017년 10월 25일) 다시듣기
  - [103-1] 알지 못하는 아이의 죽음 ( f. 은유 작가) (2019년 7월 30일) 다시듣기
  - [103-2] 당연하게 생각한 것에 던지는 당연한 질문들 (f. 은유 작가) (2019년 7월 31일) 다시듣기
- 《책읽아웃》 
  - 62-1 [오은의 옹기종기] 은유, 글쓰기는 실패 체험이다 (2018년 12월 20일) 다시듣기